# 663

## Decese
- Ago, duce longobard de Friuli (n. ?)

- Atto (Hatto), duce longobard de Spoleto (n. ?)